# Colomba de Terryglass
Pour les articles homonymes, voir Colomban.
Colomba de Terryglass (mort le 13 décembre 552) est le fils de Crinthainn et le disciple de Finien de Clonard. Colomba est un des douze apôtres de l'Irlande.

## Vie
Dans les dernières heures de Finnian, alors que celui-ci mourait de la peste, Colomba lui administra les derniers sacrements. Après avoir terminé ses études, il forma à son tour Caemban, Fintan et Mocumin, eux aussi déclarés saints après leur mort.
Colomba fonda en 548 le monastère de Terryglass (en irlandais Tir-da-glasí).
Il est dit de lui qu'il visita la ville française de Tours et qu'il en rapporta les reliques de saint Martin.
Colomba est mort de la peste le 13 décembre 552. Il a été enterré sur le site même de son monastère à Terryglas.